# Campionato europeo di pallanuoto 1974 (maschile)
La XIII edizione del campionato europeo di pallanuoto si è svolta a Vienna dal 18 al 25 agosto 1974 nel corso dei tredicesimi europei di nuoto organizzati dalla LEN.
La formula del torneo subisce un radicale cambiamento rispetto al recente passato. Si torna infatti a disputare un girone unico e viene introdotto il secondo livello.

Torna a trionfare l'Ungheria, giunta al suo nono oro continentale.

## Risultati
| Data     | Gara             | Gara   | Gara             |
| -------- | ---------------- | ------ | ---------------- |
| 18-08-74 | Jugoslavia       | 5 - 3  | Paesi Bassi      |
| 18-08-74 | Ungheria         | 6 - 2  | Germania Ovest   |
| 18-08-74 | Unione Sovietica | 9 - 5  | Spagna           |
| 18-08-74 | Italia           | 4 - 3  | Romania          |
| 19-08-74 | Jugoslavia       | 9 - 10 | Unione Sovietica |
| 19-08-74 | Italia           | 5 - 4  | Paesi Bassi      |
| 19-08-74 | Germania Ovest   | 1 - 3  | Spagna           |
| 19-08-74 | Ungheria         | 7 - 3  | Romania          |
| 20-08-74 | Jugoslavia       | 7 - 7  | Ungheria         |
| 20-08-74 | Germania Ovest   | 5 - 4  | Italia           |
| 20-08-74 | Unione Sovietica | 6 - 6  | Paesi Bassi      |
| 20-08-74 | Spagna           | 4 - 5  | Romania          |
| 21-08-74 | Jugoslavia       | 6 - 5  | Romania          |
| 21-08-74 | Ungheria         | 8 - 3  | Italia           |
| 21-08-74 | Paesi Bassi      | 4 - 4  | Spagna           |
| 21-08-74 | Unione Sovietica | 5 - 2  | Germania Ovest   |
| 23-08-74 | Jugoslavia       | 4 - 4  | Italia           |
| 23-08-74 | Paesi Bassi      | 7 - 5  | Germania Ovest   |
| 23-08-74 | Ungheria         | 8 - 2  | Spagna           |
| 23-08-74 | Unione Sovietica | 5 - 5  | Romania          |
| 24-08-74 | Jugoslavia       | 7 - 3  | Germania Ovest   |
| 24-08-74 | Ungheria         | 7 - 5  | Unione Sovietica |
| 24-08-74 | Italia           | 3 - 3  | Spagna           |
| 24-08-74 | Paesi Bassi      | 4 - 3  | Romania          |
| 25-08-74 | Unione Sovietica | 5 - 2  | Italia           |
| 25-08-74 | Ungheria         | 7 - 5  | Paesi Bassi      |
| 25-08-74 | Jugoslavia       | 7 - 6  | Spagna           |
| 25-08-74 | Germania Ovest   | 4 - 4  | Romania          |

## Classifica finale
|    | Squadra          | Punti | G | V | N | P | GF | GS | DR  |
| -- | ---------------- | ----- | - | - | - | - | -- | -- | --- |
|    | Ungheria         | 13    | 7 | 6 | 1 | 0 | 50 | 27 | +23 |
|    | Unione Sovietica | 10    | 7 | 4 | 2 | 1 | 45 | 37 | +8  |
|    | Jugoslavia       | 10    | 7 | 4 | 2 | 1 | 45 | 38 | +7  |
| 4. | Paesi Bassi      | 6     | 7 | 2 | 2 | 3 | 33 | 35 | -2  |
| 5. | Italia           | 6     | 7 | 2 | 2 | 3 | 26 | 32 | -6  |
| 6. | Romania          | 4     | 7 | 1 | 2 | 4 | 28 | 34 | -14 |
| 7. | Spagna           | 4     | 7 | 1 | 2 | 4 | 27 | 37 | -10 |
| 8. | Germania Ovest   | 3     | 7 | 1 | 1 | 5 | 22 | 36 | -14 |

### Campioni
| Oro |
| Ungheria Endre Molnár Tibor Cservenyák Tamás Faragó István Görgényi András Bodnár László Sárosi Gábor Csapó István Szívós Zoltán Kásás György Horkai Ferenc Konrád |